# Secret Warriors
Les Secret Warriors est une équipe de super-héros appartenant à l'univers de Marvel Comics. Le groupe est apparu pour la première fois dans Secret Invasion #3, en 2008, mais les membres avaient déjà été présentés dans Mighty Avengers #13 la même année.
Cette équipe est composée de nouveaux personnages, créés à la suite du crossover Secret Invasion.

## Origines

### L'Invasion Secrète
Nick Fury, haut-gradé du SHIELD alors en fuite, découvrit que des Skrulls avaient pris la place de super-héros et d'agents secrets à travers le monde. Il contacta l'agent du SHIELD Daisy Johnson pour recruter une équipe triée sur le volet de surhommes, dont Fury était seul à connaître l'identité, afin d'assurer qu'aucun d'entre eux ne puisse être un Skrull.
Quand les Skrulls lancèrent leur assaut direct sur New York, les Secret Warriors de Fury assurèrent les arrières des Young Avengers et des membres de l'Initiative, avant de se retirer discrètement de la bataille.

### Dark Reign
Après avoir fait montre de son inefficacité à prévenir l'Invasion et à repousser l'ennemi, le SHIELD fut dissous. Norman Osborn, directeur des Thunderbolts, fut nommé à la tête de l'agence remplaçante, le HAMMER.
Pendant ce temps, Fury découvrit que HYDRA avait accès aux informations du SHIELD et le contrôlait en partie, depuis des années.

### La guerre contre l'HYDRA et Léviathan
À la fin d'une bataille visant à détruire un complexe appartenant à l'HYDRA, le jeune Phobos se sacrifia dans un duel contre l'assassin Gorgone. Nick Fury, quant à lui, laissa Hellfire tomber dans une chute mortelle, car il avait découvert qu'il livrait des informations au Baron Von Strucker.

## Composition de l'équipe
- Nick Fury - Fondateur et leader, ancien directeur du SHIELD
- Quake (Daisy Johnson) - Ancien agent du SHIELD. Fille de Mister Hyde, possédant des pouvoirs sismiques.
- Phobos (Alex) - Jeune fils du dieu Arès. Demi-dieu de la peur.
- Le Druide (Sebastian Druid) - Fils du Docteur Druid, ayant hérité d'une portion du pouvoir de ce dernier.
- Slingshot (Yo-yo Rodriguez) - Fille illégitime du Griffon, pouvant courir très rapidement et revenir à son point de départ.
- Hellfire (J.T. Slade) - Descendant du Phantom Rider, qui possède une chaîne enflammée, semblable à celle de Ghost Rider.
- Stonewall (Jerry Sledge) - Fils de l'Homme-Absorbant, colosse à la force surhumaine, pouvant transformer sa peau en pierre et accroitre sa taille.
- Eden Fesi, un Aborigène Australien manipulant la réalité, autrefois pupille du mutant Gateway.

Dans Secret Warriors #11, on apprit que Fury avait d'autres équipes de Secret Warriors : Code Black, équipe de reconnaissance menée par Alexander Pierce et Code Grey, commando d'attaque dirigé par Mikel Fury.

## Apparitions dans d'autres médias

### Télévision
- 2015 Marvel : Les Agents du SHIELD

Les Secret Warriors sont une équipe du SHIELD dirigée par Daisy Johnson et composée d'individus dotés de pouvoir, nommés les Inhumains.

#### Composition de l'équipe
- Phil Coulson - Fondateur et leader, directeur du SHIELD
- Quake (Daisy Johnson) - Agent du SHIELD. Fille de Calvin Zabo, possédant des pouvoirs sismiques.
- Slingshot (Elena « Yo-Yo » Rodriguez (en)) - Agent du SHIELD, pouvant courir très rapidement et revenir à son point de départ.
- Lincoln Campbell - Agent du SHIELD, doué d'électrokinésie.
- Joey Gutierrez - Agent du SHIELD avec le pouvoir de faire fondre les métaux qui l'entourent.